# Régression (psychanalyse)
Pour les articles homonymes, voir Régression.
En psychanalyse, la régression est le processus inhérent à l'organisation libidinale qui fait en sorte que les fonctions parvenues plus loin dans leur organisation, peuvent facilement aussi, en réponse à une frustration de la satisfaction libidinale recherchée, revenir à l'un de ces stades antérieurs, en mouvement rétrograde. Ce processus produit et anime le retour d'un fonctionnement ou d'un état psychique plus avancé à un niveau dépassé, à des modalités défensives dépassées ou encore le retour aux premiers objets de la libido.

## Définition
En latin, la « régression » (regressio) signifie « retour », ou aussi « marche en arrière », et selon Marília Aisenstein   « retour, repli » et puis dans « une seconde acception: recours à/ou contre quelque chose ou quelqu’un ».
D'après le Dictionnaire international de la psychanalyse (2002/2005), « il n'existe pas de définition psychanalytique très précise du concept de régression. Son intérêt est d'introduire la temporalité »: M. Myquel, ici citée, considère en effet que la « régression » en psychanalyse « représente une articulation entre l'intemporalité de l'Inconscient, les processus primaires et la temporalité des processus secondaires ». En 1992, dans le numéro de la Revue française de psychanalyse qui faisait suite au  colloque de Deauville (1991) de la SPP sur le thème de la « régression », C. Janin et D. Ribas s'interrogeaient déjà dans exactement les mêmes termes :« la régression serait-elle un concept intermédiaire [...] nécessaire comme point d'articulation entre l’intemporalité des processus primaires et la temporalité des processus secondaires ? » Selon Marilia Aisenstein, la régression « se confond et reste indissociable de tout regard étiologique, donc historisant, du fait psychique et du symptôme »; elle « serait au psychanalyste ce qu'est la ventilation pulmonaire pour le coureur de fond; seules ses insuffisances attirent l'attention ». Et, continue M. Aisenstein, elle serait « inséparable du transfert et de la répétition, constamment impliquée par le travail psychique et la mémoire », mais il faudrait différencier la régression favorisée par la cure, virtuelle et toujours au service du moi, des comportements régressifs pathologiques, et même des désorganisations.

## Le concept chez Freud
Cette section ne s'appuie pas, ou pas assez, sur des sources secondaires ou tertiaires indépendantes du sujet.

Pour l'améliorer, ajoutez-en, ou placez des modèles {{Source secondaire souhaitée}} ou {{Source secondaire nécessaire}} sur les passages mal sourcés. (septembre 2024)

### Le paradigme du rêve
Le processus de la régression apparaît très tôt, dans la théorie freudienne, comme le mécanisme qui produit et explique les phénomènes de l'hallucination et du rêve.  Dans L'Interprétation du rêve, Freud revient au concept de la régression pour appuyer ses hypothèses concernant, d'une part, le travail du rêve et, d'autre part, les processus pathologiques des psychonévroses ; il formule la définition suivante: « Nous appelons régression le fait que dans le rêve la représentation retourne à l'image sensorielle d'où elle est sortie un jour ». Il précise en 1901 que « nous rêvons principalement en images visuelles. Mais cette évolution régressive se produit tout autant dans le cas des souvenirs d'enfance: ceux-ci possèdent une nature visuelle plastique ». Dans un ajout de 1914 au texte de L'Interprétation du rêve de la première édition de 1900, dont rendent compte Laplanche et Pontalis en 1967,, Freud, afin de décrire le caractère régrédient de la figurabilité dans le travail du rêve, est amené à différencier les différentes modalités qui composent le concept de régression dans les termes suivants : 

« On peut distinguer trois sortes de régressions : a) une régression topique au sens du système ψ exposé ici ; b) une régression temporelle quand il s'agit d'une reprise des formations psychiques antérieures ; c) une régression formelle quand les modes primitifs d’expression et de figuration remplacent les modes habituels. Ces trois formes de régression n’en font qu’une à la base et se rejoignent dans la plupart des cas, car ce qui est plus ancien dans le temps est aussi primitif au point de vue formel et est situé dans la topique psychique le plus près de l’extrémité perception. »

— Freud, L'Interprétation des  rêves (trad. Meyerson, 1967 / 6e tirage: 1987)

### Le paradigme de l'organisation de la libido
Freud utilise ce même concept pour élargir son développement libidinal, examinant l'organisation de la sexualité infantile et ses implications dans les processus psychopathologiques chez l'adulte. Dans les Trois essais sur la théorie sexuelle, il précise : « Tous les facteurs qui nuisent au développement sexuel manifestent leur action en ceci qu'ils provoquent une régression, un retour à une phase antérieure du développement » En 1910, il soumet une description de ces processus chez l'adulte comme résultant d'une double régression « temporelle dans la mesure où la libido, le besoin érotique, revient à des étapes de développement antérieures dans le temps, et [...] formelle, attendu que pour la manifestation de ce besoin sont employés les moyens d'expression psychiques originels et primitifs ». Concernant les processus pathologiques des psychonévroses, Freud propose d'expliquer par ce concept, d'abord la paranoïa, puis toute maladie psychique et confirme l'idée que la maladie est une régression dans l'évolution. Dans la XXIIème des Conférences[pas clair] d'introduction à la psychanalyse, intitulée "Points de vue sur l'évolution et la régression. Étiologie" il appuie cette démarche sur l'association de la régression au mécanisme de la fixation : la névrose résulte d'une fixation de la libido sexuelle, fixation qui peut entraîner la libido à régresser vers ce point de fixation. Cette concomitance de la régression et de la fixation Freud l'avait signalé depuis les Trois essais sur la théorie de la sexualité au sujet des perversions. Déjà dans les Trois essais (1905), « Freud évoque implicitement la notion de fixation, inséparable de la régression »: la psychopathologie ne ramène pas seulement « à la fixation des penchants infantiles, mais encore à la régression à ces mêmes penchants en raison de l'obstruction d'autres canaux du courant sexuel ». Dans les Conférences d'introduction à la psychanalyse, le lien entre régression et fixation est explicité, suggérant l'existence d'une disposition structurale de l'appareil psychique à la régression, à savoir une fonction structurante constitutive du psychisme, selon la formule de Robert Barande.

### Un concept purement descriptif
En 1917, dans les Conférences d'introduction à la psychanalyse, Freud se montre réticent à l'idée d'accorder un statut métapsychologique à la régression, car elle ne peut être située topiquement dans l’appareil psychique comme le refoulement, dit-il, en y voyant d'ailleurs « un concept purement descriptif ».

## Processus de régression
La régression se déploie selon trois  modalités, sur trois registres: 
- la régression topique, quant aux systèmes psychiques : « la régression s’opère, selon Freud, le long d’une succession de systèmes psychiques que l’excitation parcourt normalement selon une direction donnée »[11] ;
- la régression temporelle quant à l'évolution dans le temps : « la régression suppose une succession génétique et désigne le retour du sujet à des étapes dépassées de son développement (stades libidinaux, relations d’objet, identifications, etc.) »[11] ;
- la régression formelle de la pensée au sens des processus primaires impliqués dans la figuration, à l'instar du paradigme du rêve, signifiant une perte de l'élaboration secondaire du travail psychique.

Ces trois modalités de la régression se rejoignent, en ce qu'un système psychique implique une période de maturation et des modalités de figuration psychique plus ou moins secondarisées. La théorisation du concept de processus originaire, par P. Aulagnier en particulier, certes postérieure à la théorie freudienne, en donne un exemple, puisqu'elle consiste en l’hypothèse des origines du fonctionnement psychique dans lequel la seule figuration possible est le très élémentaire  pictogramme [pas clair]. 

### Régression formelle
Cette section ne s'appuie pas, ou pas assez, sur des sources secondaires ou tertiaires indépendantes du sujet.

Pour l'améliorer, ajoutez-en, ou placez des modèles {{Source secondaire souhaitée}} ou {{Source secondaire nécessaire}} sur les passages mal sourcés. (septembre 2024)
La régression formelle de la pensée est la plus ordinaire selon les travaux de Freud sur le travail et l'état du rêve, et pour qualifier ces états et phénomènes, il utilise même l'expression "prototypes normaux d'affections pathologiques". Il s'agit d'une régression, d'un passage d'un fonctionnement en processus secondaires à un fonctionnement moins élaboré que Freud a rapproché au caractère régrédient du travail du rêve marqué par "une grande vivacité sensorielle". Dans ce texte, Freud montre comment cette régression passe d'un travail psychique en processus secondaires à un travail en processus primaires. Les associations, par exemple, perdent en qualité des processus secondaires, et les représentations se manifestent par leurs composantes sensorielles. Les modes de figuration habituels sont remplacés par des modes de figuration dépassés. Il y a un passage du fonctionnement selon l'identité de la pensée à un fonctionnement selon l'identité de perception : « L’achèvement du processus du rêve tient en ceci que le contenu de la pensée, transformé par régression et remanié en un fantasme de désir, devient conscient comme perception sensorielle, subissant alors l'élaboration secondaire à laquelle tout contenu perceptif est soumis. Nous disons que le désir du rêve est halluciné et trouve, sous forme d'hallucination, la croyance en la réalité de son accomplissement ». Si la régression du fantasme de désir à l’hallucination sont les mécanismes essentiels du rêve, ils sont aussi présents dans des états pathologiques et Freud évoque toute la trajectoire qui va des psychonévroses à la schizophrénie.

### Régression temporelle
La régression temporelle implique un retour à un état psychique qui a été connu, dans le passé. Freud dans le Complément métapsychologique du rêve définit la régression temporelle chez les états psychonévrotiques comme « le quantum, propre à chacun d'eux, du retour en arrière dans le développement. On distingue deux régressions de ce type, celle qui concerne le développement du moi, et celle qui concerne le développement de la libido ». La première précise-il, concerne le fonctionnement du moi qui retourne jusqu'au stade de la satisfaction hallucinatoire du désir, alors que la deuxième, dans le sommeil, retourne jusqu'au narcissisme primitif, tout investissement libidinal du monde extérieur étant retiré sur le moi propre. 
En effet, la psyché a connu, dans le passé, un fonctionnement qui ne sera jamais complètement abandonné, mais qui s'exprime sous de nombreux aspects : par exemple l'identification, la relation d'objet et par excellence les stades psychosexuels. 
- La régression temporelle dans l'organisation du moi est retour d'une identification à un objet antérieur, qui avait dans le passé servi de modèle. Si le Moi s'édifie par identifications successives, cette régression implique directement un appauvrissement du Moi, qui renonce à une partie de son édification. Dans la névrose obsessionnelle, on peut décrire une régression quant au choix d'objet, depuis l'objet hétérosexuel à l'objet homosexuel.

- La régression dans les stades libidinaux implique un développement de l'enfant passant nécessairement par différents stades : le stade oral, le stade anal, le stade phallique (ou stade urétral), et après la période de latence le stade génital. La sexualité infantile se voit partielle, : les pulsions, indépendantes, cherchent chacune leur propre plaisir et il n'y a pas d'activité sexuelle centralisée - combien moins de sexualité centrée sur le génital. La régression sera dans ce cas passage à un stade antérieur, par exemple du stade phallique au stade anal. La régression au stade anal caractérise la névrose obsessionnelle.

- La régression dans la relation d'objet implique une évolution dans le temps du rapport à l'autre. Ce rapport est dans un premier temps partiel, il est relation au sein plus qu'à la mère, et ne peut assumer l'ambivalence, c'est-à-dire le mélange d'intérêt et de dégoût pour un même objet pulsionnel. Un modèle serait donc l'évolution de relations partielles, dans lesquelles tout mauvais est attribué au dehors, à la relation à un objet transitionnel,  ni interne ni externe mais demeurant à la limite, jusqu'à une utilisation de l'objet lui reconnaissant une vie propre. La névrose obsessionnelle maintient quant à la relation d'objet la possibilité d'une ambivalence, puisque le père y est tant haï que adoré.

### Régression topique
Cette section ne s'appuie pas, ou pas assez, sur des sources secondaires ou tertiaires indépendantes du sujet.

Pour l'améliorer, ajoutez-en, ou placez des modèles {{Source secondaire souhaitée}} ou {{Source secondaire nécessaire}} sur les passages mal sourcés. (septembre 2024)
Le point de vue topique de la métapsychologie désigne la description du fonctionnement mental comme mettant en jeu différentes topos, qu'il s'agisse de systèmes tels l'inconscient, le préconscient, la conscience- fonctionnant selon différents principes - ou d'instances, ces dernières représentant le ça, le moi, le surmoi, la censure. Cependant le terme d'instance met plus l'accent sur le point de vue dynamique puisque ces instances exercent une action, et ce qui est déterminant pour le sujet c'est le conflit entre instances psychiques.
Le rêve se produit à la suite d'une régression topique liée à l’état de sommeil : son contenu manifeste est composé des images sensorielles, ce qui caractérise une régression du système conscient au système inconscient, lieu des représentations des choses tenues pour la réalité. Le travail du rêve parvient à « ranimer régressivement des images mnésiques qui sont, en soi, Ics ». Toute tension sera remplacée par l'hallucination de sa satisfaction : Freud caractérise par exemple certains rêves de commodité, dans lesquels le rêveur perçoit qu'il se soulage pour échapper à l'envie d'uriner, ou plutôt pour échapper à la nécessité de se réveiller.     
Cette régression du système conscient au système inconscient se comprend plus clairement à la lumière des processus primaire et processus secondaire, lois qui caractérisent ces systèmes. Dans le système secondaire, la pulsion est liée, elle peut s'accumuler et la tension augmente, bien que le but reste la décharge. Il s'agit de faire avec le réel pour chercher à y satisfaire ses désirs. Le processus secondaire, de plus, lie les représentations de chose, les images sensorielles ou percepts, aux représentations de mot. Tandis que le processus     
primaire se dénote par la satisfaction hallucinatoire, dans l'immédiat, de la pulsion, qui évacue la réalité extérieure au profit de la décharge et du maintien d'un niveau tolérable d'excitation. 
Mais le rêve n'accomplit pas nécessairement de régression au sens de la seconde topique, qui envisage les différentes instances du ça, du moi et du surmoi. Les rêves peuvent tout à fait satisfaire des désirs surmoiques inconscients. 

Cette dernière remarque pourrait cependant perdre de son intérêt dans le cadre du modèle métapsychologique de Melanie Klein, qui postule la formation précoce d'un surmoi particulièrement hostile[réf. souhaitée]. Dans ce modèle, la régression topique peut aussi se comprendre en termes d'instances. 
La régression topique n'a pas lieu que dans le rêve ; elle se trouve par exemple dans la schizophrénie, bien qu'elle y soit moins globale. Au sens strict, l'activité même de remémoration implique régression (du système conscient au système préconscient)[réf. souhaitée].

### Dans l'hystérie, la névrose obsessionnelle et les névroses narcissiques
Cette section ne s'appuie pas, ou pas assez, sur des sources secondaires ou tertiaires indépendantes du sujet.

Pour l'améliorer, ajoutez-en, ou placez des modèles {{Source secondaire souhaitée}} ou {{Source secondaire nécessaire}} sur les passages mal sourcés. (septembre 2024)
Dans la Vue d'ensemble des névroses de transfert, Freud articule explicitement les notions de fixation, de régression, de disposition et de choix de la névrose. Il continue cette réflexion dans les Conférences d'introduction à la psychanalyse. Dans l'hystérie il y a régression quant aux objets sexuels. Le complexe d'Œdipe est avant tout un très fort investissement des parents, dont l'aspect sexuel demeure en conséquence caché. Mais l'hystérie ne présente pas de régression au sens de retour à un stade libidinal antérieur. Cependant l'hystérie puisant dans les mêmes modalités de fonctionnement psychique que le rêve est magistralement marquée de la régression formelle.
Dans la névrose obsessionnelle, ce qui est le plus frappant c'est « la régression de la libido au stade antérieur de l'organisation sadique-anale [...] L'impulsion d'amour est alors contrainte de se masquer en impulsion sadique ». Freud conclut que les êtres humains sont affectés de névrose du fait de la frustration « quand leur est ôtée la possibilité de satisfaire leur libido ».
Lors de cette exploration des modalités de la régression libidinale, Freud précise le conflit entre les pulsions sexuelles et les pulsions du moi, reprenant ainsi, d'une part, l'évolution de la libido, et, d'autre part, l'évolution du moi Il évoque les névroses de transfert marquées par la régression vers les premiers objets de la libido, et les névroses narcissiques marquées par la régression vers les phases antérieures de l’organisation sexuelle. La même année, en 1917, il décrit dans Deuil et mélancolie « la régression à partir du choix d'objet, jusqu'au narcissisme originaire ».

## Mécanisme de défense
La régression se pose comme un concept important de la métapsychologie, qui décrit le fonctionnement psychique selon des temps plus ou moins avancés : l'esprit est qualifié au vu de ses constructions successives. Tout état peut faire retour dans le psychisme : le principe de plaisir peut contraindre le sujet à revenir à un mode de satisfaction plus accessible. Comme le notent Laplanche et Pontalis, c'est cette même idée d'une résurgence du passé que soulève la compulsion de répétition. On pourrait beaucoup plus largement noter l'importance de la répétition en psychanalyse. Les premières études freudiennes sur l'hystérie notaient déjà un traumatisme, réinscrivant infatigablement le passé dans l'actuel. 
Une régression peut être décrite comme défense devant une difficulté à se décharger des tensions psychiques au vu d'un fonctionnement plus élaboré, mais également comme défense devant une régression plus importante. Ce statut paradoxal est par exemple utilisé dans la compréhension de la névrose obsessionnelle, dont la gravité peut certes varier grandement, mais qui pourrait s'entendre comme défense devant le stade génital ainsi que comme défense devant la psychose.

## Régression et deuxième théorie des pulsions
Dans l'article cité précédemment, M. Aisenstein interroge la réticence de Freud, en 1917, de donner un statut métapsychologique à la régression arguant qu'elle ne peut être située topiquement dans l’appareil psychique, « c'est un concept purement descriptif ». Elle rappelle aussi le commentaire de Lacan faisant de la régression un concept paradoxal. Devant cet éventuel abandon du concept de la régression topique, elle souligne l'aporie de Freud devant la régression, que pourtant en 1900 il considérait comme un moteur de la représentation topique, et en 1905 comme un organisateur de la libido. Elle fait l'hypothèse que la perplexité de Freud en 1917 est liée à sa difficulté de situer la régression en termes de libido et de pulsions du moi, disposant que la théorie de la première topique, n'a pas encore théorisé ni la pulsion de mort ni le masochisme primaire et son rôle fondamental dans l'intrication pulsionnelle. Suivant le rapport de R. Barande (1966), elle propose une conceptualisation de la régression en termes de la deuxième topique. Elle propose le masochisme érogène primaire comme point de fixation de la libido et désigne la régression conduisant le mouvement libidinal par voie rétrograde à la satisfaction passive. La régression aurait une double valence, une constitutive de l’appareil psychique relevant d'une disposition structurale (R. Barande), et une de l'ordre de la désorganisation progressive (P. Marty), voire de désintrication pulsionnelle, l'organisation libidinale manquant des paliers de fixation pour attirer et arrêter la régression en la transformant en réorganisation. Pour Marty : « Rien d’autre que les régressions ne peuvent s’opposer aux désorganisations », les régressions constituant un palier de fixation.

## Discussion du modèle
La régression dans le temps, le retour à un stade antérieur, n'est que l'une des formes que détaille Sigmund Freud. Le Vocabulaire de la psychanalyse de Jean Laplanche et Jean-Bertrand Pontalis emploie à ce sujet une précaution étymologique : régression peut signifier retour en arrière dans un sens spatial ou même logique. 

Mais le modèle psychanalytique du développement implique pourtant une évolution de la forme que prend le travail psychique, et cela à tous les niveaux, et qui concerne donc le point topique comme le point formel. Freud note lui-même que les trois formes de régression se rejoignent. 
Le modèle psychanalytique de la régression implique donc l'idée d'un développement, du plus simple au plus complet. Ce modèle se nuance de l'idée que jamais un point antérieur n'est complètement abandonné, mais il contient néanmoins la notion d'évolution dans l'ontogénèse qui sera, parfois, et plus ou moins, délaissée. 
Freud note que le terme de régression est plutôt descriptif. Il est surtout dépendant de la notion voisine de fixation : la viscosité de la libido décrit la difficulté de se décoller d'un mode de satisfaction, auquel le sujet peut demeurer attaché. Freud  n'arrête pas d'insister sur le fait que la régression de la libido ne peut se produire que s'il y a quelque chose vers laquelle elle retourne, quelque chose qui attire cette énergie vers elle-même.

#### Textes de Freud
- [Freud 1987] Sigmund Freud (trad. de l'allemand par I. Meyerson), L'interprétation des rêves, Paris, PUF, février 1987, 6e, Nouvelle éd. révisée: 4e trimestre 1967 éd. (1re éd. 1926), 573 p. (ISBN 2-13-040004-3)
  - L'Interprétation du rêve, traduit par Janine Altounian, Pierre Cotet, René Laîné, Alain Rauzy et François Robert, OCF.P, Tome IV, P.U.F., 2003,  (ISBN 213052950X) ; dans Quadrige / P.U.F., 2010  (ISBN 978-2-13-053628-4).
  - Trois essais sur la théorie sexuelle, Gallimard, 1987
  -  Psychopathologie de la vie quotidienne, PBP, Payot, Paris, 1990
  - Cinq leçons sur la psychanalyse, PBP Payot, Paris, 1992
  - « La disposition à la névrose obsessionnelle », in Névrose, Psychose et Perversion, Paris, PUF, 1973, 1974
  - Conférences d'introduction à la psychanalyse, Gallimard, 1999
  - Complément métapsychologique à la théorie du rêve, Gallimard, 1940

### Études
: document utilisé comme source pour la rédaction de cet article.
(Dans l'ordre alphabétique des noms d'auteurs :)
- Robert Barande, 1966, Le problème de la régression, Rapport au Colloque de Deauville, in Revue française de psychanalyse, n° 4, 1966, t. 30.
- [RFP 1992] Collectif, « Régression », Revue française de psychanalyse, Presses universitaires de France, vol. 4, no 56,‎ 1992, p. 969-1245 (ISSN 0035-2942, lire en ligne)
  - « Argument » (Claude Janin et Denys Ribas, rédacteurs)
  - Marília Aisenstein, « Des régressions impossibles? »
- Jean Laplanche, Jean-Bertrand Pontalis, Vocabulaire de la psychanalyse, Paris, Puf, 1re éd. 1967, 8e éd. 1984, 13e éd. 1997  (ISBN 2 13 038621 0) ; réédition « PUF/Quadrige », [1997], 5e éd. 2007.
- [de Mijolla 2005] Alain de Mijolla (dir.), Dictionnaire international de la psychanalyse, Paris, Hachette-Littérature, 2005 (ISBN 978-2-01-279145-9)Entrée « Régression » (article de Martine Myquel)